# Piotr Kaczorowski
Piotr Kazimierz Kaczorowski (ur. 23 lutego 1958 w Warszawie) – polski brydżysta, teoretyk Szachów, teoretyk brydża. Mistrz Okręgowy, polski szachista, trener szachowy, dziennikarz i działacz szachowy, publicysta szachowy. Autor książek i artykułów teoretycznych o tematyce szachowej artykułów w magazynach szachowych (m.in. „Szachy”) oraz humoresek brydżowych („Świat brydża”). W latach 1995–2010 był redaktorem naczelnym i wydawcą czasopisma „Szachy Chess”. Piotr Kazimierz Kaczorowski był pomysłodawcą i kierował Komitetem Organizacyjnym Mistrzostw świata w szachach do lat 10, 12, 14, które odbyły się w Warszawie w dniach 1–15 lipca roku 1991. Był kierownikiem i trenerem reprezentacji Polski podczas turnieju strefowego kobiet, Brno 1989, oraz akademickich mistrzostw świata, Odessa 1990, w których Anna Lissowska indywidualnie i drużyna zdobyła dwa srebrne medale i tytuły akademickich wicemistrzów świata.

## Życiorys
Piotr Kazimierz Kaczorowski urodził się 23 lutego 1958 w Warszawie. Pod koniec nauki w Szkole Podstawowej nr 68 na Żoliborzu, trafił do klubu szachowego „Marymont”, w którym zajęcia szachowego prowadził znany trener mistrz Jan Piechota. W klubie poznał starszego o rok kolegę, wybitnego polskiego trenera szachowego Wojciecha Gryciuka, który namówił go wyboru Liceum imienia Joachima Lelewela oraz startu w olimpiadach matematycznych. Już w klasie maturalnej Piotr Kazimierz Kaczorowski przeniósł się do klubu Hutnik Warszawa, i (po skończeniu kursu instruktorskiego w PZSZACH) podjął zajęcia szkoleniowe z dziećmi. W tym czasie współpracował z polskim olimpijczykiem Kazimierzem Platerem. W 1978 roku rozpoczął studia w Wojskowej Akademii Technicznej na wydziale Cybernetyki, który ukończył w 1983 uzyskując tytuł magister inżynier elektronik-cybernetyk. W czasie całych studiów trenował szachistów WAT. W 1987 ukończył kurs instruktorów pierwszej klasy, w 1989 roku został absolwentem studiów podyplomowych Akademii Wychowania Fizycznego w Warszawie, ze specjalnością trenera szachowego. W latach 1990–2004 był radnym dzielnicy Praga Południe w Warszawie z ramienia Komitetu Obywatelskiego. W latach 1985–1995 kierował sekcją i prowadził szkolenie szachowe w KU AZS UW;. W latach 1986–1994 był członkiem zarządu Warszawskiego Związku Szachowego. Od grudnia 1995 wydawał redagował miesięcznik „Szachy Chess”, publikował i wydawał książki szachowe. W latach 2008–2011 trenował dzieci w TMGU, w latach 2011–2015 w KU AZS UW, a od 2015 w klubie „Szachowy Uniwersytet”. Jedno pokolenie szachistów uczyło się z miesięczniak „Szachy Chess”. Od 2017 prowadzi na You Tube kanał „Szachowy Uniwersytet”, a od 2018 kanały „Brydżowy Uniwersytet” i „Metacybernetyka”.

## Osiągnięcia szachowe
- Srebrny (Przemyśl 2012) i brązowy (Rynia 2013) medal Indywidualnych Mistrzostw Wojska Polskiego.
- Wielokrotny mistrz Akademii Wojskowych i Wojskowej Akademii Technicznej
- Srebrny medal w Drużynowych Mistrzostwach NATO (Brest 2012).
- Srebrny medal w Drużynowych Mistrzostwach Polski w szachach korespondencyjnych.
- Zwycięzca turniej OPEN Augustów 1983.
- Najwyższy ranking w karierze osiągnął 1 lipca 1993 r., z wynikiem 2255 punktów.
- W 2000 r. zdobył normę na tytuł mistrza międzynarodowego w szachach korespondencyjnych (III m. w turnieju EM/MN/013, 1999–2000).

## Wybrane publikacje
- Współczesna encyklopedia debiutów T.1, Wydawnictwo „Piotruś”, Warszawa 1999, ISBN 83-905002-5-6 (wspólnie z Anatolem Łokasto)
- Współczesna encyklopedia debiutów T.2, Wydawnictwo „Piotruś”, Warszawa 1999, ISBN 83-905002-6-4 (wspólnie z Anatolem Łokasto)
- VI Olimpiada Szachowa Warszawa 1935, Warszawa 1995, ISBN 83-905002-0-5.
- Metody zwiększania dokładności charakterystyk wyznaczanych w badaniach symulacyjnych, Warszawa 1983, praca dyplomowa, Wojskowa Akademia Techniczna
- Wychowawcze wartości szachów, Warszawa 1989, praca dyplomowa, Akademia Wychowania Fizycznego w Warszawie

## Życie prywatne
Żona Barbara (z domu Szumiło) jest mistrzynią międzynarodową, mistrzynią Polski w szachach w 1993 roku w Lublinie, wielokrotną mistrzynią Polski, reprezentantką Polski. Mają dwoje dzieci, Małgorzata jest kandydatką na mistrzynię, w 1991 zdobyła brązowy medal w mistrzostwach Polski do lat 10 w Wiśle, oraz 11. miejsce w mistrzostwach świata do lat 10 w Warszawie w 1991. W 2007 zdobyła mistrzostwo Polski w GO w parze z szachowym mistrzem Michałem Ramsem.

## Klasyfikacje brydżowe
- Piotr Kaczorowski – klasyfikacja PZBS